# ألفرد دي راوخ
ألفرد دي راوخ (بالفرنسية: Alfred de Rauch) (و. 1887 – القرن 20 م) هو لاعب هوكي الجليد فرنسي، ولد في وارسو، شارك في الألعاب الأولمبية الشتوية 1928، والألعاب الأولمبية الشتوية 1924، والألعاب الأولمبية الصيفية 1920، مركز لعبه هو مهاجم ‏.

## روابط خارجية
- ألفرد دي راوخ على موقع EliteProspects.com (الإنجليزية)
- ألفرد دي راوخ على موقع Eurohockey.com (الإنجليزية)
- ألفرد دي راوخ على موقع أوليمبيديا (الإنجليزية)